# Коростелёв, Павел Степанович
Коростелев Павел Степанович (24 апреля 1919 — 1 февраля 1995) — участник Великой Отечественной войны, Герой Советского Союза.

## Биография
Родился в семье крестьянина. Русский. В 1935 году окончил восемь классов. Работал директором Дома культуры в Туганском районе. В сентябре 1939 года призван на службу в Красную Армию, служил на Дальнем Востоке. С июня 1941 — служил на фронте рядовым солдатом. В дальнейшем окончил курсы политработников и стал заместителем командира роты по политчасти. Член КПСС с мая 1942 года.
В июне 1944 года окончил Соликамское танковое училище, передислоцированное в г. Камышин.  Воевал на 1-м Белорусском фронте техником-лейтенантом, механиком-водителем самоходной установки. Отличился в боях на Берлинском направлении и в самом Берлине. 31 мая 1945 года ему присвоено звание Героя Советского Союза.
В послевоенные годы был заместителем командира роты и батальона по технической части. С 1960 года — майор запаса, персональный пенсионер союзного значения, работал на одном из заводов в Черновцах (УССР).

## Награды
- Орден Отечественной войны II степени.
- Два ордена Красной Звезды.
- Медаль «За боевые заслуги».
- Другие медали.